# هلکرک، آلبرتا
هلکرک (به انگلیسی: Halkirk) یک منطقهٔ مسکونی در کانادا است که در آلبرتا واقع شده‌است. هلکرک ۱۱۲ نفر جمعیت دارد و ۸۳۵ متر بالاتر از سطح دریا واقع شده‌است.